# Tualatin
Tualatin es una ciudad ubicada en los condados de Washington y Clackamas en el estado estadounidense de Oregón. En el año 2006 tenía una población de 25.650 habitantes y una densidad poblacional de 1,131.1 personas por km².

## Geografía
Tualatin se encuentra ubicada en las coordenadas 45°22′29″N 122°46′12″O / 45.37472, -122.77000.

## Demografía
Según la Oficina del Censo en 2000 los ingresos medios por hogar en la localidad eran de $55,762, y los ingresos medios por familia eran $68,165. Los hombres tenían unos ingresos medios de $47,004 frente a los $32,210 para las mujeres. La renta per cápita para la localidad era de $26,694. Alrededor del 5.5% de la población estaban por debajo del umbral de pobreza.